# Zigarrenmesser
Zigarrenmesser ist ein Sammelbegriff für unterschiedlich geschliffene Messer zur Herstellung von Zigarren in Handarbeit. 
Abzugrenzen ist der Begriff von den Zigarrenschneidern oder -cuttern, mit denen die Zigarrenschultern vor dem Rauchen abgeschnitten werden.

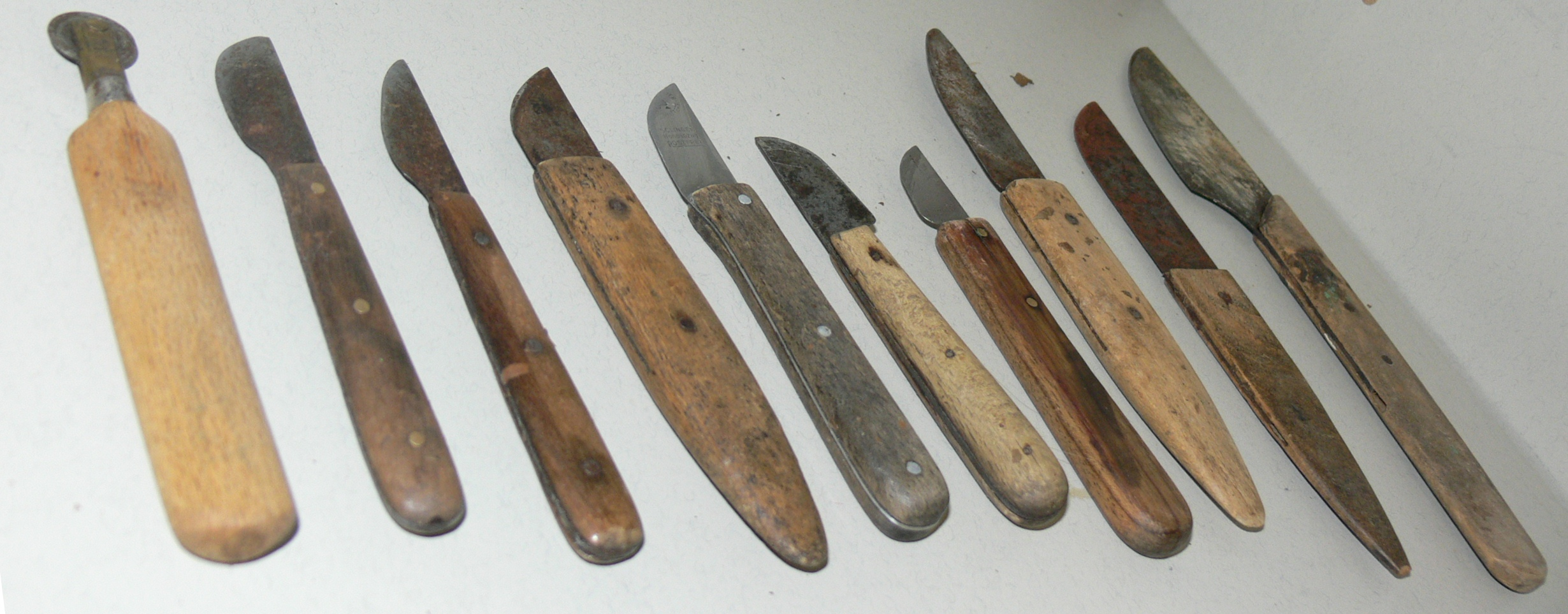
Zigarrenmesser im Zigarrenfabrikmuseum Rödersheim-Gronau

Die in Europa gebräuchliche Form verfügt über einen regulären Griff. Im Gegensatz dazu steht die in Mittelamerika gebräuchliche, grifflose Chaveta mit gerundeter, relativ großer Klinge. Allen Formen der europäischen Zigarrenmesser gemeinsam ist die kurze Klinge mit runder Schnittkante. Eine Sonderform ist das Messer mit Rollklinge, mit der insbesondere ungeübte Zigarrenmacher beim Zuschneiden weniger Abrissschäden an den Blättern verursachen.
In der Urform waren die Zigarrenmesser einfache Haushaltsmesser, die in die entsprechende Rundform geschliffen wurden. Mit den zahlreichen Gründungen von Zigarrenfabriken im 19. Jahrhundert wurden spezialisierte Zigarrenmesser zeitweise auch von praktisch allen Messerherstellern angeboten. 
In der Anwendung der Messer zum Zuschneiden werden die Tabakblätter angefeuchtet, auf einem Zinkblech (aus hygienischen Gründen nach Verordnung der Gewerbeaufsichten in Deutschland nicht auf Holz) glattgestrichen und darauf die gewünschte Form ausgeschnitten. Bei der Herstellung der Zigarren mittels der seit 1850 üblichen Wickelpressen wurden größere Messer zum Abstoßen des überstehenden Tabaks benutzt.
Die in Museen erhaltenen Exemplare belegen, dass mit dem Schneiden auf Zinkblech häufig geschliffen werden musste. „Morgens vor der Arbeit und Mittags in der Pause haben wir die Messer auf dem Weg zur Fabrik auf einem Sandstein am Bach wieder scharf gemacht.“ So war nach wenigen Jahren die Klinge des Messers schlichtweg abgeschliffen. Die historischen Zigarrenmesser verloren ihre Bedeutung mit dem Aufheben des Maschinenverbots zur Fertigung von Zigarren in Deutschland im Jahr 1958: In der maschinellen Fertigung waren spezialisierte Messer nicht mehr erforderlich.